# Natalia Tułasiewicz
Natalia Tułasiewicz (Rzeszów, 9 aprile 1906 – Ravensbrück, 31 marzo 1945) è stata una partigiana polacca, che fu insegnante ed esponente di spicco dell'apostolato dei laici cattolici.
Durante la seconda guerra mondiale fece parte dello Stato clandestino polacco. Fu uccisa in una camera a gas nel campo di concentramento di Ravensbrück il sabato di Pasqua del 1945. Papa Giovanni Paolo II l'ha beatificata nel 1999 insieme ad altri 107 martiri polacchi del nazismo.

## Biografia
Nata a Rzeszów il 9 aprile 1906, si trasferì con la famiglia a Poznań nel 1921, dove dopo la laurea presso l'Università di Poznań lavorò come insegnante e fu una leader nell'apostolato dei laici.
Durante l'occupazione della Polonia, la sua famiglia fu tra le tante famiglie polacche espropriate dai tedeschi dopo l'annessione di Poznań, cacciati di casa con solo poche ore di preavviso. Prese parte all'istruzione nascosta a Cracovia e fece parte dello Stato segreto polacco. Nel 1943 si offrì volontaria a partire per il Terzo Reich insieme ad altre donne costrette a svolgere lavori pesanti, per dare loro conforto spirituale. Quando i tedeschi scoprirono la sua missione segreta, venne arrestata, torturata e condannata a morte nel campo di concentramento di Ravensbrück. Il Venerdì Santo del 1945, salì su uno sgabello nella caserma e parlò ai prigionieri della passione e risurrezione di Gesù. Due giorni dopo, la domenica di Pasqua, il 31 marzo, morì in una camera a gas. Il campo di concentramento fu liberato due giorni dopo.
Natalia Tułasiewicz è una delle due laiche, tra i 108 martiri della seconda guerra mondiale, beatificata il 13 giugno 1999 dal Papa Giovanni Paolo II.